# ديف كالهون
ديف كالهون (بالإنجليزية: Dave Calhoun)‏ هو مسير أعمال أمريكي، ولد في 18 أبريل 1957.

## وصلات خارجية
- ديف كالهون على موقع مونزينجر (الألمانية)
- ديف كالهون على موقع إن إن دي بي (الإنجليزية)